# Brian Boru
Pour les articles homonymes, voir Boru et Brian Boru (album).
Brian Boru (en vieil irlandais : Brian Mac Cenneidigh), né vers 941 dans le Thomond en Irlande et mort en 1014 à Clontarf, est un roi irlandais qui règne sur l’ensemble de l’île d'Irlande au début du XIe siècle. Vainqueur des Scandinaves (Vikings) de Limerick en 976, il soumet ensuite le Munster, le Leinster et le royaume de Dublin, et tente une unification de l'Irlande.

## Origine

### Origine du nom
Il est surnommé Bóruma en ancien gaélique (anglicisé en Boru) qui peut signifier « tribut en bétail », voire également « de Béal Bóruma », nom d'une forteresse au nord de Killaloe, dans le comté de Clare,

### Famille
Brian est l'un des onze fils du roi Cennétig mac Lorcáin de la lignée des Dál gCais, roi de « Tuadmumu »  l'actuel comté de Thomond, dans le nord du Munster, et « rígdamna Caisil », c'est-à-dire « héritier du trône », ou mieux, « prochain roi de », de Cashel ou  Munster, et de Bé Binn, fille de Aurchad mac Murchada, Uí Briúin Seóla († 945) un roi de l'ouest du Connacht. Brian est né vers 941 à Killaloe, dans le Thomond.

### Dynastie
Les premiers ancêtres de Brian sont les Déisis (littéralement : les vassaux) dont le territoire s'étendait au sud du comté de Tipperary et de Waterford jusqu'à Limerick. La lignée de ces derniers portait le nom de In Déis Bec (i.e les petits Déis) qui se divisèrent ensuite en deux groupes les In Déis Deiscirt (Déis du sud) et les In Déis Tuaiscirt (Déis du nord)  dont est issu Brian et qui vers le milieu du VIIIe siècle  implante son autorité dans l'est du comté de Clare actuel. Ils adoptèrent le nom dynastique de Dál gCais (littéralement la part de Cas) qui apparait pour la première fois en 934  environ sept ans avant la naissance de Brian.
C'est à cette époque qu'ils s'opposent à la suprématie des Eóganachta, supposés descendant d'Éogan Mór un fils d'Ailill Aulom, qui règnent sur le Munster à partir de Cashel avec une succession irrégulière entre les lignées royales et sous la pression constante des Uí Néill. Les Dál gCais produisent alors une généalogie flatteuse qui renie leur origine Déisi et proclame qu'ils sont issus d'un frère d'Éogan Mór un certain Cormac Cas. Ils entretiennent ainsi la confusion avec leur propre ancêtre éponyme Cas mac Conall Echlúath qui aurait vécu six générations plus tard et ils se considèrent comme les collatéraux légitimes des Eóganachta.
Brian est issu d'un lignage Dál gCais connu sous le nom d'Uí Thairdelbaig dont l'éponyme allégué vivait sept générations après Cas mac Conall et sept avant Brian. Pendant cette période la suprématie sur le Dálg gCais est entre les mains d'une lignée rivale celle des Uí Óengusso. Il semble que les Uí Thairdelbaig s'imposent sous l'obscur grand-père de Brian, Lorcán mac Lachtna et surtout avec son père Cennétig mac Lorcáin qui est le premier mentionné par les annales en 944. Il semble avoir privilégié l'alliance avec les Uí Néill dont l'Ard Ri Erenn Donnchad Donn prend l'une de ses filles Órlaith comme épouse. Elle fut mise à mort pour adultère avec son beau-fils en 941 par le Haut Roi indifférent à la réaction du Dál gCais.

## Contexte historique
La dignité d' « Ard ri Érenn » (Haut roi d'Irlande) avait été jusque-là plus théorique que réelle, son contrôle devient un but pour certaines grandes familles, telles les Uí Néill du nord et du sud, les Eóganachta et les Dál gCais. À partir de la fin du VIIIe siècle, les Vikings ont entrepris l’invasion de l’Irlande : premiers raids en 795, fondation de Dublin en 841 ; la ville est prise et détruite par les Irlandais en 902 mais reconquise par les Uí Ímair en 917.

### Dynasties et guerres dans le Munster duXesiècle
À l'époque de Cennétig mac Lorcáin, le père de Brian, le Dál gCais est lourdement défait par les Eóganachta lors de la bataille de Gort Rotacháin ou Mag Dúine en 944. Les Annales d'Ulster relèvent qu'il s'agit d'une victoire sur le « Tuadmumu », la première mention de ce nom dans les Chroniques d'Irlande qui reflète sans doute une nouvelle division des pouvoirs entre le Dál gCais dans le nord et les différents lignages des Eóganachta ailleurs dans la province. Selon la généalogie des Uí Thairdelbaig, Finn et Dub deux des onze frères  de Brian  sont tués dans ce combat. Deux autres frères de Brian, Echthigern et Donncuan dont le fils Céilechar meurt abbé Terryglass (Tír dá Glas) en 1008, sont tués en 950 quand l'Ard ri Erenn, Congalach Cnogba roi de Brega, fait campagne dans le Munster, sans doute pour stopper son expansion continue. Le père de Brian, Cennétig, meurt en 951, et le titre qui lui est attribué dans ses obituaires indique son statut. Il a apparemment comme successeur le frère aîné de Brian, Lachtna, qui est tué deux ans après mais à qui il n'est pas attribué de titre royal dans son obit.
Un autre frère de Brian assume la succession il s'agit de  Mathgamain mac Cennétig, qui en 959 est considéré comme le chef des «Hommes du Munster » et décrit par les annales en 967 comme « Roi de Cashel », le premier membre du Dál Cais à avoir porté ce titre et peut-être le premier non Eóganachta, roi de la province depuis cinq siècles. Mathgamain attaque également les vikings implantés à Limerick, qu'il défait lors de la bataille de Sulchóit (près de Limerick) en 967, c'est la première bataille dans laquelle se distingue Brian, maintenant âgé d'environ 25 ans selon le document du XIIe siècle connu sous le nom de « Cogad Gáedel re Gallaib » c'est-à-dire La guerre des Gaëls contre les Étrangers.

## Règne

### Roi de Munster

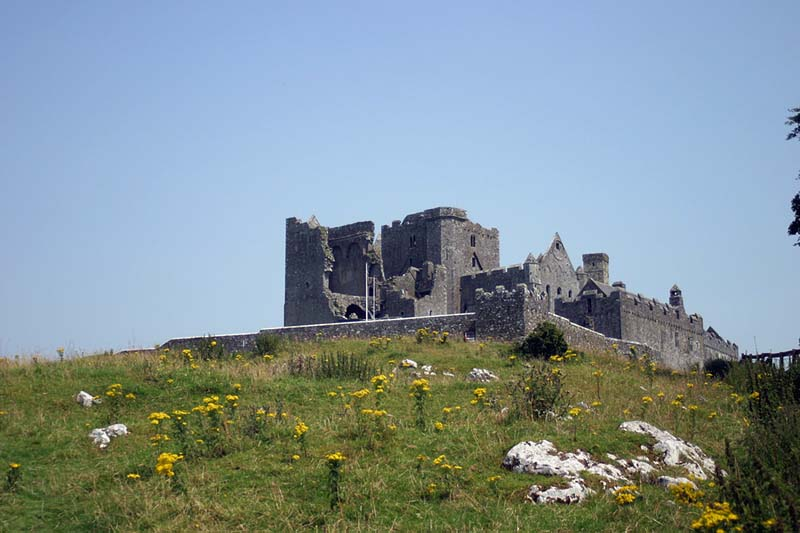
Rock of cashel, résidence des rois du Munster.

Les Vikings de Limerick interviennent dans la chute de Mathgamain en participant à sa capture en 976 par le roi Donnubán mac Cathail des Uí Fidgenti à l'ouest de Limerick, qui le livre à son ennemi principal, Máelmuad mac Brain des Eóganacht Raithleann qui le fait mettre à mort. C'est à cette époque que Brian maintenant âgé d'environ 35 ans entre véritablement dans l'histoire.
Il commence en 977, lorsqu'il mène l'assaut contre Limerick, et lorsque le roi local, Ívarr, se réfugie dans le site monastique de l'Île Scattery, Brian, selon les Annales de Tigernach, profane le sanctuaire de Senan d'Iniscathay et tue Ívarr et ses deux fils. Les Annales d'Innisfallen relèvent qu'il mène également une expédition punitive contre les Uí Fidgenti.
Au cours de sa carrière militaire Brian combat dans relativement peu de grandes batailles rangées. Son premier combat décisif est la  bataille de Belach Lechta en 978, ou se joue la royauté du Munster entre les Dál gCais et les Eóganachta, conduits par  Máel Muad mac Brain. Ce dernier est défait et tué, et Brian remporte la victoire. Máel Muad est roi de « Desmumu » (Desmond, dans le sud du Munster) ou « Roi de Cashel » , mais avec sa mort le titre passe de manière incontestée à Brian qui s'est imposé aux  Uí Fidgenti et aux Vikings de Limerick.
Peu de choses sont connues des activités de Brian pendant les quatre années suivantes, mais en 982 l'armée du Munster effectue un raid dans le royaume d'Osraige qui sépare le Munster de la province du Leinster. Cette action déclenche une réponse du nouvel Ard ri Erenn Uí Néill, Máel Sechnaill mac Domnaill, qui conduit les armées du Leth Cuinn contre le Thomond, et brise l'arbre de Mag Adair sur le site de d'investiture du Dál gCais, cet acte avait pour but de dénier les prétentions royales de Brian mais il ne fut d'aucun effet car Brian attaque de nouveau l'Osraige l'année suivante et obtient des otages en gage de soumission. Il aurait également obtenu des otages du Leinster ce qui semble plus douteux à cette époque
Il envoie ensuite une grande flotte au-delà du Shannon attaquer Connacht, dans cette expédition plusieurs de ses lieutenants sont tués dont Máel Sechnaill, le fils de Coscrach, l'oncle influent de  Brian. En 983, il est une nouvelle fois en Osraige et fait son roi captif avant d'aller dévaster le Leinster. Il intervient également dans le royaume viking de Waterford et échange des otages avec les rois Norvégiens-Gaëls afin de sécuriser les  deux camps dans le cas d'une attaque contre le royaume de Dublin qui n'aura finalement pas lieu.
Pour le reste des années 980 Brian demeure en position de force. Lorsque les Déisi du sud-est de Munster s'enfuient en 985 avec 300 de ses vaches, il poursuit leur roi jusqu'à Waterford, il est également actif jusque dans l'ouest du royaume de Mide (comté de Westmeath). Une opposition interne se manifeste l'année suivante en la personne de son neveu, Áed, fils de Mathgamain, Brian l'emprisonne mais semble l'avoir gracié car, lorsque Áed meurt en 1011, il porte le titre prestigieux de  « rígdamna Caisil ».
En 987 Brian étend son autorité sur le Desmond et prend des otages dans les églises de Lismore, Cork, et Emly. Il intervient aussi dans les affaires religieuses en nommant son frère Marcan abbé d'Emly en 989. Quand ce dernier meurt en 1010, il était le  « chef du clergé de Munster » et l'abbé de Killaloe, Terryglass, et Inishcaltra. En 988 il entreprend une campagne audacieuse avec 300 navires, incluant la flotte de Waterford, sur le Lough Ree et pille le royaume de Mide allant en personne à Uisnech site symbolique lié à la souveraineté du Clan Cholmáin, la lignée des Uí Néill du sud à laquelle appartenait l'Ard ri Erenn Máel Sechnaill II mac Domnaill. Brian envoie ensuite un détachement de 25 navires contre le Connacht mais il subit un revers avec la mort de Dúnlang mac Duib Dá Boirenn, chef du désormais vassal Eóganacht Raithleann.

### Roi du Leath Moga

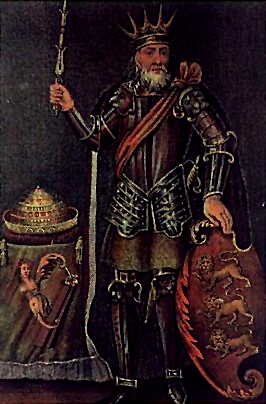
Représentation de Brian Boru. Noter l’armure du XVIIe siècle et l’écu aux trois lions des O'Brien.

La décennie 990 commence de manière défavorable pour Brian avec la bataille de Carn Fordroma, sa première rencontre importante avec les forces de l'Ard ri Erenn Mael Seachnaill II Mór, dans laquelle ce dernier met en déroute les forces du Thomond et tue 600 hommes dont le roi de  Múscraige Tíre.
Quand Brian s'aventure à l'extérieur du Munster en 991, et envahit le Leinster, il ne semble pas avoir rencontré le succès espéré et il perd un de ses subordonnés le « rígdamna » d'Osraige. Les campagnes de 992 ne sont pas meilleures. Pendant que Máel Sechnaill II est en guerre au Connacht, Brian surnommé « Bóruma » pour la première fois par les annalistes, prend la tête d'armées provenant du Munster et du Connacht et s'avance aussi loin que le Lough Ennell, au cœur des domaines du Clan Cholmáin, mais il s'en retire « avec précipitation »  ,.
Le vent semble toutefois avoir ensuite tourné en faveur de Brian. En 993 sa flotte est sur le Lough Ree, ses forces effectuent un raid au nord jusqu'au Bréifne. Máel Sechnaill II répond de nouveau en envahissant le Munster; il brûle Nenagh, ravage la province, et défait les armées du  Munster. Sans doute conscient de sa vulnérabilité, Brian élabore un nouveau plan en 995, il érige une forteresse à Cashel, une autre sur une île du Lough Gur, près de Limerick et d'autres ailleurs. Ses bases arrière constituées, il marche vers le nord en 996 et tue 300 hommes de Máel Sechnaill II dans le comté de Westmeath, il se retourne ensuite vers le Leinster, où, à Mag nAilbe, dans le comté de Carlow, il reçoit des otages des  Uí Cheinnselaigh, la dynastie du sud de la province, et des rois de la plaine de la Liffey. Brian contrôle désormais la plus grande partie sinon la totalité du Leth Moga, la moitié sud de l'Irlande, et  propulse ainsi le Dál gCais à une nouvelle position de puissance dominante. Ce statut semble avoir été finalement reconnu par  Máel Sechnaill II. En 997 Brian et les princes de Munster naviguent vers Port Dá Chaineóc, près de Clonfert, là ils concluent un accord avec Máel Sechnaill II afin de diviser l'Irlande entre eux : Máel Sechnaill II abandonne la séculaire prétention des Uí Néill à revendiquer leur souveraineté sur le pays tout entier et ne reste le maître que du seul Leth Cuinn, et preuve de la souveraineté reconnue à  Brian sur le Leth Moga, Máel Sechnaill II lui transfère les otages qu'il avait reçus du Leinster et du royaume de Dublin. Ce moment est le point culminant de  la carrière de Brian, bien qu'en réalité il soit plus lié à la faiblesse de Máel Sechnaill II qu'à la puissance de Brian.
Il s'agit d'un véritable partenariat entre les deux rois. Quand Brian vient à Athlone l'année suivante il obtient des otages du Connacht, inclus dans le Leth Cuinn, et les rétrocède à Máel Sechnaill II. D'autres sources indiquent qu'ils se rendent ensemble dans le Connacht et obtiennent ces otages, et qu'ensuite ils en prennent aussi de Dublin, et que tous deux séparément se retirent dans leur sphère d'influence, Máel Sechnaill II ravage le Connacht et Brian ravage le Leinster.
Les hostilités destinées à maintenir la suzeraineté de Brian sur le Leinster impliquent qu'il intervienne dans le nord en 999, lors de la bataille de Glenn Máma (près de Newcastle Lyons, comté de Dublin), où les Hiberno-Norvégiens et les « Hommes du Leinster » alliés l'attaquent, l'obligeant à disputer avec son armée un difficile combat, ce qu'il semble souvent avoir voulu éviter. Mais les forces ennemies sont massacrées et Glenn Máma demeure comme une de ses plus grandes victoires. Il peut alors marcher sur Dublin, où il demeure une semaine, repartant avec de l'or, de l'argent et des captifs. Sigtryggr Silkiskegg, tente en vain de trouver un refuge en Ulaid, mais il est ensuite dans l'obligation de donner des otages à Brian, afin de recouvrer sa ville forteresse.
À cette époque, Brian et Máel Sechnaill II se rendent ensemble au Connacht afin de resserrer leur contrôle sur la province mais les récents événements ont démontré que Brian est désormais la puissance dominante et en l'an 1000 les annales de Tigernach indiquent que Brian « se révolte pour la première fois traitreusement contre  Máel Sechnaill le Grand ». Il réunit les forces d'Osraige, de Leinster, et Dublin, et celle du sud du Connacht dans le Leth Cuinn, et s'avancent aussi loin que Tara. Un détachement de la cavalerie de Dublin pénètre même jusque dans la plaine de Mag Breg, mais là il est arrêté et massacré par Máel Sechnaill II. Brian s'avance ensuite jusqu'à Ferta Nemed, près de Moynalty, mais « s'en retire, sans bataille, sans ravages, et sans incendie ». Les annales d'Ulster ajoutent que cela se fait « par l'insistance des seigneurs », impliquant que sa révolte contre Máel Sechnaill II, et son incursion dans ce qui était le cœur du pays des Uí Néill du sud n'était pas universellement approuvé.
Quand l'armée du Munster réapparaît l'année suivante, elle est obligée de se retirer après avoir subi des pertes « une moisson de têtes », mais Máel Sechnaill II semble désormais conscient de sa faiblesse  et en 1001 il se joint avec Cathal mac Conchobair, roi de Connacht, et, déclare, «protéger tout le Leth Cuinn », en construisant une grande fortification au-delà du Shannon vers Athlone « contre les hommes de Munster ». Ces préparatifs défensifs s'avèrent cependant vains.

### Ard ri Erenn
Brian met fin à la monopolisation multi séculaire du titre d'Ard ri Erenn par les Uí Néill du nord et du sud. En un sens il met un terme à la conception de la royauté suprême telle qu'elle avait existé jusqu'à lui. Bien que Máel Sechnaill II mac Domnaill le récupère après la mort de  Brian, le titre de « Haut Roi » demeure  dormant pendant plus d'un demi-siècle après son propre décès en 1022. À la suite des tentatives de le restaurer en leur faveur des descendants de  Brian  face au considérable affaiblissement des Ui Néill, émerge un nouveau concept celui de « rí Érenn co fressabra », littéralement « Roi d'Irlande avec opposition ».
Il n'y a pas de raison de douter que Brian Bóruma occupe une place exceptionnelle parmi les rois d'Irlande. Le compilateur du grand corpus de généalogies du XIIe siècle conservé dans la Bibliothèque Bodléienne de l'université d'Oxford, dit « MS Rawlinson B 502 », dans sa liste des rois d'Irlande de l'ère chrétienne, établit qu'il n'y en eut aucun qui ne fut pas un Uí Néill, à l'exception de  Brian et du remarquable Báetán mac Cairill, roi d'Ulaid, ajoutant toutefois « Sed tamen alii Baetan non numerant inter magnos reges » c'est-à-dire  « mais d'autres ne comptent pas Báetán parmi les Hauts rois ») ,.
La liste en fait se termine avec Brian, à qui il est attribué un règne de douze années, commençant par les événements de 1002. La signification de ce choix est immédiatement apparente. Brian a réalisé ses prétentions en prenant le contrôle du nord avec les armées du Munster, du Leinster, de Waterford, et du royaume de Dublin, ainsi que celles du Leth Cuinn, c'est-à-dire du Connacht et les forces de son nouveau vassal, Máel Sechnaill. Il a progressé vers Dundalk, pour obtenir la soumission de l'Ulaid et du Cenél nEógain lignée des Uí Néill du Nord mais échoue à vaincre et doit déclarer une trêve .
Ce n'est que deux ans plus tard  qu'il réalisera son objectif  peut-être parce qu'il doit intervenir au Leinster en 1003, où il remplace le roi du sept Uí Dúnchada de la dynastie des Uí Dúnlainge par son rival du sept Uí Fáeláin. Quand il entreprend une nouvelle campagne en 1004, avec l'intention de traverser le nord il doit faire face à l'armée du Cenél nEógain à Eothaile, près de Ballysadare, dans le comté de Sligo. Bien qu'approchant de 65 ans, Brian maintient ses ambitions.
Les différents récits de son expédition de 1005  se contredisent, mais il est évident qu'il doit élaborer un plan de campagne. Son armée est composée des forces de « la royauté de l'Irlande » selon les annales d'Ulster ou plus précisément, des « Hommes d'Irlande, étrangers ([Hiberno-Norse])  et irlandais du sud du Slíab Fúait »  au sud d'Armagh. Il traverse le royaume de Mide, s'arrêtant une nuit à Tailtiu (sans doute du fait du symbolisme du site celui de l'óenach ou assemblée des rois de Tara), et parvient à Armagh, où Brian s'arrête et campe une semaine, surement encore pour le symbole, à Emain Macha, l'ancienne capitale d'Ulster. De là Brian progresse vers Rathmore en Ulaid, « obtient des otages du Cenél Conaill et du Cenél nEógain ». Alors qu'une autre source avance qu'il retourne chez lui « rapportant les engagements des Hommes d'Irlande », une autre source note encore qu'il n'a obtenu que les engagements des lignages de l'Ulaid c'est-à-dire le Dál nAraidi et le Dál Fiatach, et même le   Cogad dont il est le héros, dit clairement que le Cenél Conaill ne s'est pas soumis. Cependant à Armagh, Brian « donne 20 onces d'or sur l'autel de Patrick»  ,.
Le Livre d'Armagh du début du IXe siècle contient une collection de textes de l'époque de Patrick d'Irlande et est le fondement des prétentions d'Armagh à la primauté ecclésiastique est examiné par le confesseur de Brian (anmchara i.e confesseur, littéralement ami de l'âme), Máel Suthain († 1031); qui inscrit une mention en marge dans le livre reconnaissant la suprématie ecclésiastique d'Armagh sur toute l'Irlande, et qui conclut : « I, Calvus Perennis » [la Latinisation de Máel Suthain], j'ai écrit en la présence de Brian, « Empereur des Irlandais » [imperatoris Scotorum], et ce que j'ai écrit est valable pour tous les rois de Cashel.
Ce titre est unique dans l'histoire irlandaise et doit refléter, comme le souligne Aubrey Gwynn, l'adoption moins d'une décennie avant par Othon III du Saint-Empire du titre d'« imperator Romanorum » (c'est-à-dire: empereur des Romains) à la place de celui antérieur d'« Imperator Romanus » (c'est-à-dire: empereur Romain), ou, comme cela a été avancé ailleurs l'influence du style grandiloquent utilisé par la maison royale de Wessex contemporaine.

### Tentative de stabilisation
Les réalisations de Brian à cette date ne doivent pas être exagérées. C'est à cette époque qu'il a utilisé pour la seule fois le titre « d'Empereur des Irlandais » et il n'y a aucune raison d'estimer qu'il y attachait un nouveau modèle d'exercice de la royauté ou même qu'il ait envisagé d'exercer une suzeraineté plus contraignante que celle des Uí Néill. Cependant les événements des années suivantes, malgré l'énergie que déployait ce roi septuagénaire, permettent d'entrevoir la faiblesse de son régime dont la stabilité dépendait essentiellement de sa présence physique. En 1006 Brian doit conduire une armée de tous les rois du sud de Slíab Fúait (ceux du nord devaient être récalcitrant). À partir du Connacht il traverse la rivière Erne à Assaroe et s'engage vers le nord, puis il passe la rivière Bann près de Camus, en Antrim, et revient vers le sud par le Louth, à travers le territoire des Cenél Conaill, Cenél nEógain, Ulaid, Airgialla, et Conailli Muirthemne ; partout où il va il reçoit des présents en faveur de « la Communauté de Patrick et de son successeur l'abbé d'Armagh ». À ce moment Brian exerce bien son patronage sur Armagh, comme un  Ard ri Erenn, s'étant octroyé le droit de prélever les impôts pour le compte de sa nouvelle capitale ecclésiastique.
Mais un an après Flaithbertach Ua Néill roi du Cenél nEógain attaque ses ennemis traditionnels d'Ulaid, obligeant Brian à revenir à Armagh afin de recevoir de lui les otages d'Ulaid. La situation se trouve stabilisée pendant deux ans mais en 1010 Flaithbertach est redevenu un problème pour  Brian qui l'oblige à revenir à Armagh, dans sa 70e année, où « Ua Néill donne pleinement satisfaction aux demandes de Brian, et Brian emmène les otages d'Ua Néill à Cenn Corad Kincora », une colline surplombant le Shannon à Killaloe où Brian avait sa résidence royale. La version préservée dans les Annales d'Ulster indique que Brian vient à Claenloch, près du Slíab Fúait, « et reçoit les engagements du Leth Cuinn ».
Il est certain que Brian conserve le contrôle mais qu'il peine à maintenir son autorité sur le Cenél nEógain et son rival le Cenél Conaill qui y demeurent rétifs. Brian vient vers le nord avec « un grand nombre des Hommes d'Irlande », sans doute à cause son âge le commandement est exercé par ses fils ; Domnall et Murchad , rejoint par Flaithbertach Ua Néill. Pendant que Brian et Máel Sechnaill mac Domnaill résident dans une base navale à Enach Duib sur le cours supérieur du Shannon, leurs armées attaquent le Cenél Conaill et emportent  beaucoup de butin au Munster. Bien que Brian retourne à Kincora, le Cenél Conaill n'est pas totalement soumis. Plus tard dans l'année, Brian doit conduire une nouvelle armée vers le nord par terre et par mer obligeant son roi, Máel Ruanaid Ua Maíl Doraid, à revenir avec lui à Kincora, où il accepte une importante somme d'argent de Brian comme signe de son statut inférieur, « et lui fait sa  complète soumission ».
À ce moment  Brian est à l'apogée de son pouvoir, bien qu'il doive retourner dans le nord en 1012, jusqu'à Mag Muirtheimne dans le comté de Louth, mais les annales d'Ulster qui relèvent seules l'événement, précisent qu'il s'agissait de préserver des exactions de laïcs, des églises dépendantes d'Armagh. À part cela il semble avoir passé l'année dans sa forteresse de Kincora et dans son arrière-pays envisageant peut-être à se retirer.

### Crise finale et mort

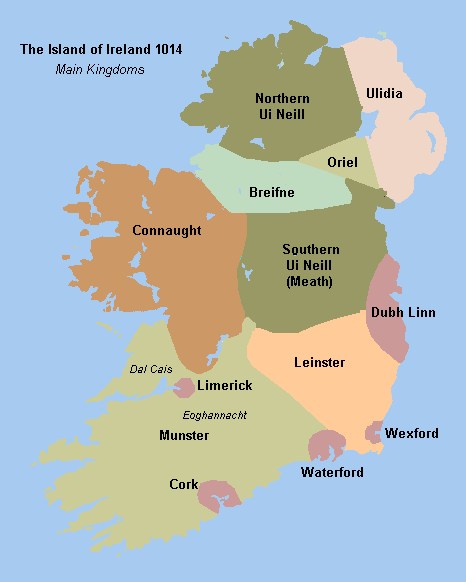
Les principales divisions politiques de l'Irlande en 1014

C'est à cette époque que la structure du pouvoir que Brian avait laborieusement élaborée commence à s'effriter. La première fissure dans l'édifice n'est pas liée à une attaque directe contre Brian mais à l'expédition victorieuse de Flaithbertach Ua Néill qui s'était déjà imposé au Cenél Conaill et en Ulaid, contre Kells en 1013, lorsque Máel Sechnaill est contraint d'abandonner le terrain à son adversaire.
Bien qu'apparemment il ne s'agisse que d'une lutte traditionnelle pour la suprématie entre les Uí Néill du nord et ceux du sud, l'évidente faiblesse de Máel Sechnaill ne pouvait qu'encourager d'autres puissances à l'attaquer. Une armée du royaume de Mide doit ensuite faire face dans une grande bataille à Driana dans le nord de l'actuel comté de Dublin aux forces alliées du Leinster et du royaume de Dublin dans laquelle Máel Sechnaill perd 150 hommes et l'un de ses fils. Le royaume de Dublin provoque ensuite les forces de Brian en lançant une expédition navale, certes sans succès sur la côte sud et Brian doit entre le 9 septembre  et Noël 1013 contre-attaquer en Osraige et au Leinster , pendant que son fils aîné Murchad conduit une armée de Glendalough à Kilmainham, dans les faubourgs de Dublin, ravageant le pays et prenant du butin et des prisonniers mais sans parvenir à rétablir la paix.
La conséquence inévitable de cette révolte génère une tentative de Brian de repousser les forces du Leinster et de Dublin et de leur imposer la soumission. Le Cogad, affirme que des  « messagers envoyés par Máel Sechlainn à  Brian sont venus se plaindre que son royaume était pillé et que ses fils étaient tués et qu'il suppliait l'Ard ri Erenn de venir l'assister contre eux »  . Le point culminant de l'affrontement fut la fameuse bataille de Clontarf le vendredi saint 23 avril 1014 qui fut un engagement sanglant où les armées de Dublin et du Leinster renforcées par des troupes de l'Île de Man des Hébrides et des Orcades firent face à Brian soutenu seulement par les armées du Connacht du sud représenté par les Uí Maine et les  Uí Fiachrach Aidhne, Máel Sechnaill mac Domnaill semblant s'être tenu à l'écart.
Les forces du Munster remportèrent la victoire bien que Brian lui-même fût tué. Le Cogad et les sagas islandaises décrivent le portrait du vieux roi saintement en prière sous sa tente qui est brutalement assassiné par un chef viking Bróðir. Il n'y a pas de récit contemporain de sa mort. Dans les Chroniques d'Irlande, il est seulement indiqué qu'après la bataille le corps de  Brian, « Ard i Erenn des Irlandais d'Irlande des Étrangers et des  Bretons », à côté de celui de son fils Murchad, furent cérémonieusement transportés à Armagh par ses abbés et le clergé qui les veillèrent douze nuits avant de les inhumer dans une tombe  nouvelle aménagée à cet effet. Son corps est inhumé à la cathédrale Saint-Patrick d'Armagh, dont il avait été le bienfaiteur.

## Brian et la postérité
Brian Boru demeure présent dans la mémoire collective comme le résistant et le vainqueur des envahisseurs. Selon Pierre Joannon, cette historiographie mise en avant par les milieux nationalistes est sujette à caution :
« chef de guerre accompli, fin politique, pétri d’ambition […] Il ne cherchait nullement à rejeter les Vikings à la mer ; ce qu’il voulait, c’était conquérir le pouvoir suprême. »
La bataille de Clontarf n’est pas la victoire des Gaëls sur les Vikings, (des guerriers scandinaves, appelés Ostmen, combattaient dans les deux armées) c’est la lutte pour la souveraineté entre dynasties rivales.
Comme tous les rois du Munster, il a occupé le Rock of Cashel (comté de Tipperary), résidence royale du IVe siècle au début du XIIe siècle.

## Unions et descendance
Brian Bóruma eut au moins quatre épouses toutes issues de la moitié nord de l'Irlande le Leth Cuinn, six fils et trois filles.
1) Mór, fille d'Edend mac Cléirig, de la petite dynastie du sud Connacht des Uí Fiachrach Aidhne, mère de trois fils :
- Murchad, premier fils de Brian Boru, qui est tué à la bataille de Clontarf avec son propre fils, Muircherteach ou Murtagh, petit-fils de Brian Boru.
- Conchobar,
- Flann.

2) Gormflaith († 1030), fille de Murchad mac Finn, roi de Leinster (966–72), elle avait été antérieurement la femme d'Óláfr Cuarán (Olaf Sihtricson) roi de Dublin et par lui mère de Sigtryggr Silkiskegg, et ensuite mariée avec Mael Seachnaill II Mór des Uí Néill du sud, Ard ri Erenn avant et après Brian, dont
- Donnchad († 1064), roi de Munster.

3) Echrad, fille de Carlus mac Ailella issue de l'obscur sept des Uí Áeda Odba dans le territoire des Uí Néill du sud, mère de 
- Tadg mac Briain, premier successeur de Brian Boru,tué en 1023 par son demi-frère Donnchad. Il est le premier fils de Brian Boru à avoir ajouté le O', à son nom Brian, pour devenir O'Brian, en mémoire de Brian Boru, son père. Le O' signifie « fils de » et l'ancêtre des O'Brien postérieurs.

4) Dub Chablaigh  ou Dubchoblaig († 1009), fille de Cathal mac Conchobar mac Taidg, roi de Connacht, il est douteux qu'elle soit la mère de son sixième fils, 
- Domnall († 1010).

Brian est également le père de trois filles dont les mères ne sont pas identifiées: Sadb († 1048) ;  Sláine, qui épouse Sigtryggr Silkiskegg, le fils de sa belle-mère Gormflaith ; et Bé Binn († 1036), qui épouse Flaithbertach Ua Néill, roi des Uí Néill du nord.

## Culture populaire
- La marche de Brian Boru est une des plus anciennes mélodies traditionnelles irlandaises[49].
- Brian Boru est le titre d’un single, puis d’un album d'Alan Stivell, sorti en 1995, qui reprend l'air de Brian Boru's march. Il chante au départ les paroles en gaélique et crée une version en français sur l'album Back to Breizh en 2000.
- Le groupe de folk metal irlandais Cruachan a écrit et interprété plusieurs chansons portant sur l'histoire du roi : Brian Boru dans l'album Thuatha na Gael, puis Ard ri na heirann dans l'opus Pagan.
- Le groupe Tri Yann a également écrit et interprété une chanson en son hommage. Elle porte son nom, Brian Boru, et se trouve dans l’album Portraits.
- La partition pour harpe de Marche funèbre du roi Brian Boru est éditée dans le recueil de Dominig Bouchaud intitulé Panorama de la harpe celtique aux éditions Musicales Transatlantiques, Paris.
- Le Chant d'Excalibur, est une série de bande dessinée d'heroic fantasy écrite par Christophe Arleston (avec Melanÿn sur les tome 5-6), dessinée par Éric Hübsch[50] et publiée par la maison d'édition toulonnaise Soleil, elle raconte les aventures de Merlin et de la jeune Gwyned armée de l'épée légendaire Excalibur, aux alentours de l'an 1000, cinq cents ans après l'époque de la Table ronde et du Roi Arthur, ils luttent alors contre le roi d'Irlande Ran Boru, inspiré de Brian Boru, et contre la christianisation de l'Irlande pour protéger l'ancienne magie.
- La harpiste et chanteuse Cécile Corbel à elle aussi interprété une chanson s’intitulant Brian Boru, inspirée de Brian Boru's march mais avec des paroles en français, sur son quatrième album (hors l'opéra rock Anne de Bretagne et la BO d’Arrietty) intitulé Song Book Volume 3 Renaissance sorti en mai 2011, et l'a joué à la cérémonie allemande Goldene Henne de l'année 2011 qui a été retransmise en direct à la télévision allemande.

## Sources bibliographiques
- Régis Boyer (traduction et présentation), Sagas islandaises, Paris, éditions Gallimard, coll. « La Pléiade », 1987, 1993 p. (ISBN 9782070111176), p. 1203-1502 « Saga de Njall le Brûlé »  & notes  p. 1887-1960/
- Pierre Joannon, Histoire de l’Irlande et des Irlandais, Paris, Éditions Perrin, 2006 (ISBN 2-286-02018-3)
- John Haywood, (trad. Colette Stévanovitch), Atlas historique des Celtes, Paris, Éditions Autrement, coll. « Atlas/Mémoires », 144 p. (ISBN 2-7467-0187-1)
- (en) Roger Chatterton Newman, Brian Boru King of Ireland, Dublin, Anvil books, 1983, 224 p. (ISBN 978-0-9000-6865-2)
- (en) Francis John Byrne, Irish Kings and High-Kings, Dublin, Courts Press History Classics, 2001, 341 p. (ISBN 185182 1961)
- (en) Seán Duffy, « Brian Bóruma (Brian Boru) (c.941–1014) », Oxford Dictionary of National Biography, 2004 (consulté le 17 décembre 2012)
- (en) Seán Duffy, Brian Boru and the Battle of Clontarf, Dublin, Gill and Macmillan, 2014, 368 p. (ISBN 978-0-7171-6207-9)
- (en) Donnchadh Ó Corráin, Ireland before the Normans, Dublin, Gill & Macmillan, 1972, 210 p., p. 120-131 The Career of Brian Boru & The Revolt of Leinster and the battle of Clontarf
- (en) Clare Downham, Medieval Ireland, Cambridge, Cambridge University Press, 2018, 394 p. (ISBN 978-1-906716-06-6)
- (en) Clare Downham, Vikings Kings of Britain and Ireland : The Dynasty of Ivarr to A.D. 1014, Édimbourg, Dunedin Academic Press, 2007, 340 p. (ISBN 978-1-906716-06-6)
- (en) Goddard Henry Orpen (Introduction de Seán Duffy), Ireland under the Normands 1169-1333, vol. IV, Dublin, Four Courts Press (réédition), 2005, 633 p. (ISBN 9781846828188), p. 211 Table of descendants of Brian Borumha
- (en) J. H. Todd ed & trans Cogadh Gáedhel re Gallaibh (The wars of the Gaedhil with the Gaill), œuvre de propagande  rédigée au XIIe siècle à la gloire des descendants de Brian Bóruma.
- (en) T.W Moody, F.X. Martin et Francis John Byrne, A companion to Irish History part II, vol. IX Maps, Genealogies, Lists, Oxford University Press réédition, coll. « A New History of Ireland », 2011, 674 p. (ISBN 9780199593064).
- (en) Richard Killen, A Timeline of Irish History, Dublin, Gill & Macmillan, 2003, 112 p. (ISBN 07171-3484-9).

## Autorités
- Notices d'autorité :   - VIAF
  - ISNI
  - BnF (données)
  - IdRef
  - LCCN
  - GND
  - Israël
  - WorldCat
- Notices dans des dictionnaires ou encyclopédies généralistes :   - Britannica
  - Den Store Danske Encyklopædi
  - Dictionary of Irish Biography
  - Dictionary of Ulster Biography
  - Gran Enciclopèdia Catalana
  - Internetowa encyklopedia PWN
  - Nationalencyklopedin
  - Oxford Dictionary of National Biography
  - Store norske leksikon
  - Universalis
- Ressource relative aux beaux-arts :   - National Portrait Gallery